# Oberschloss (Kranichfeld)

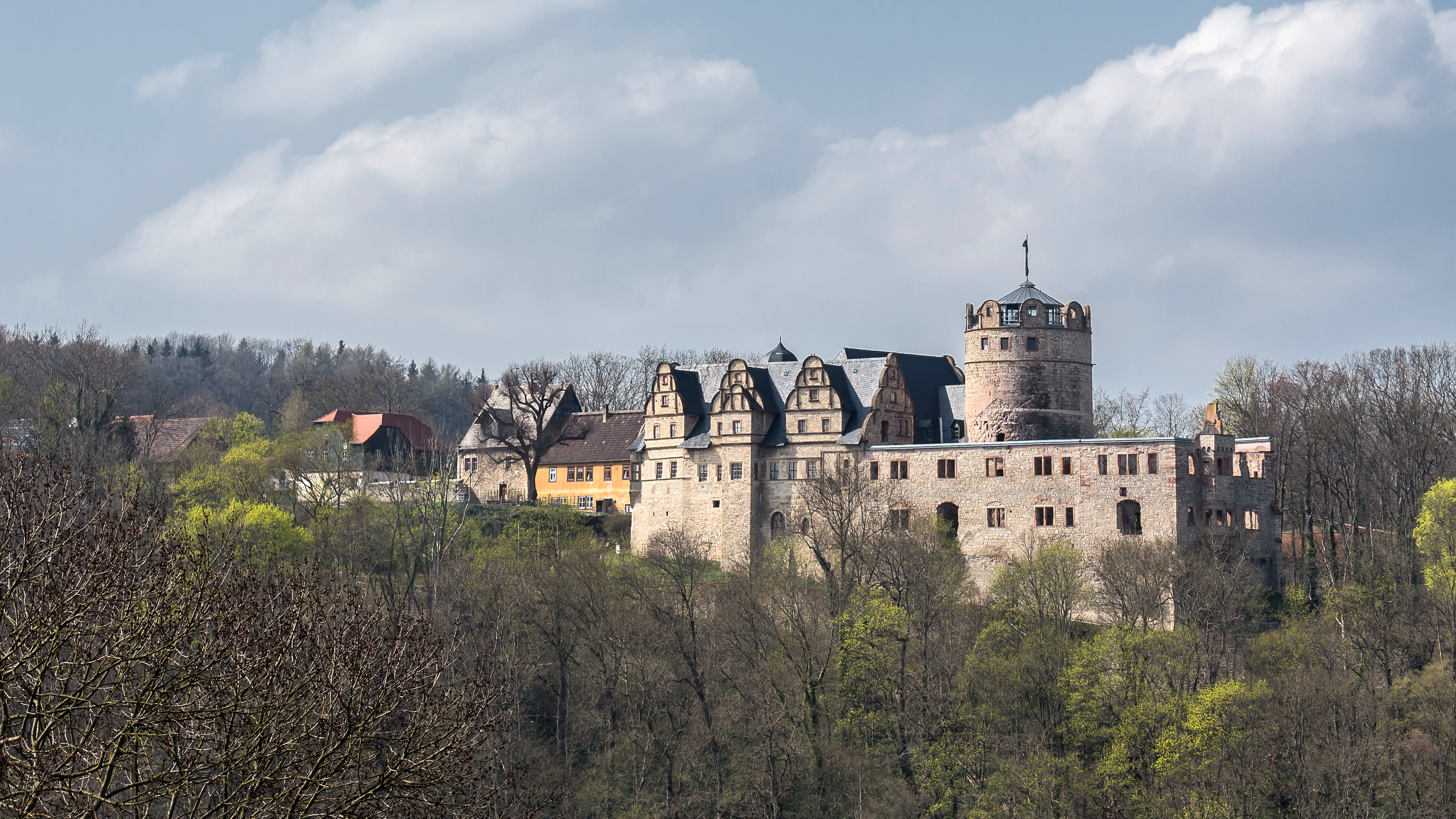
Oberschloss Kranichfeld

Das Oberschloss Kranichfeld ist ein Renaissanceschloss des ehemaligen Fürstenhauses Reuß, oberhalb der Stadt Kranichfeld in Thüringen, das aus einer älteren Burganlage hervorgegangen ist. Es ist im Besitz der Stiftung Thüringer Schlösser und Gärten.

## Beschreibung

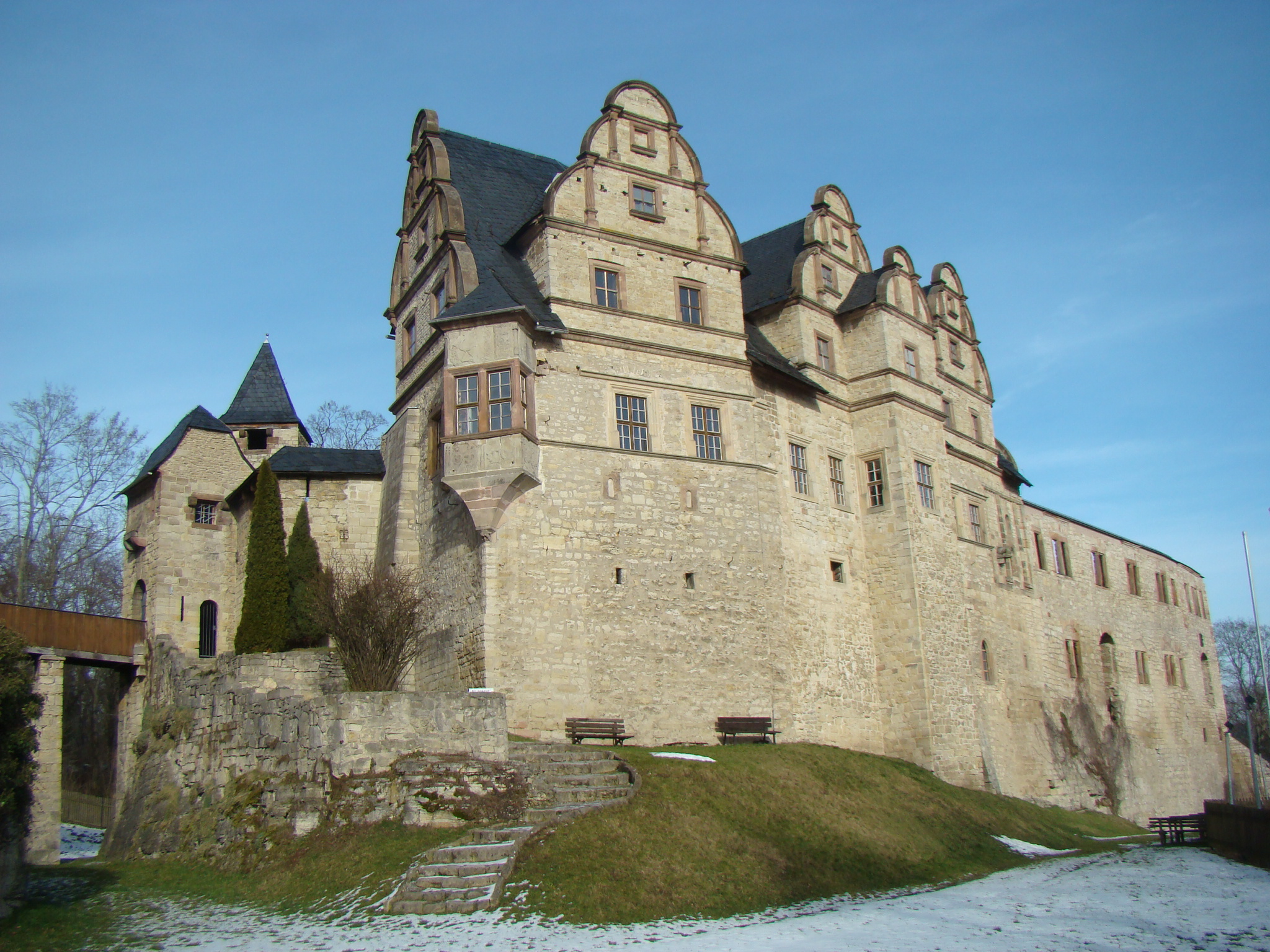
Oberschloss Kranichfeld

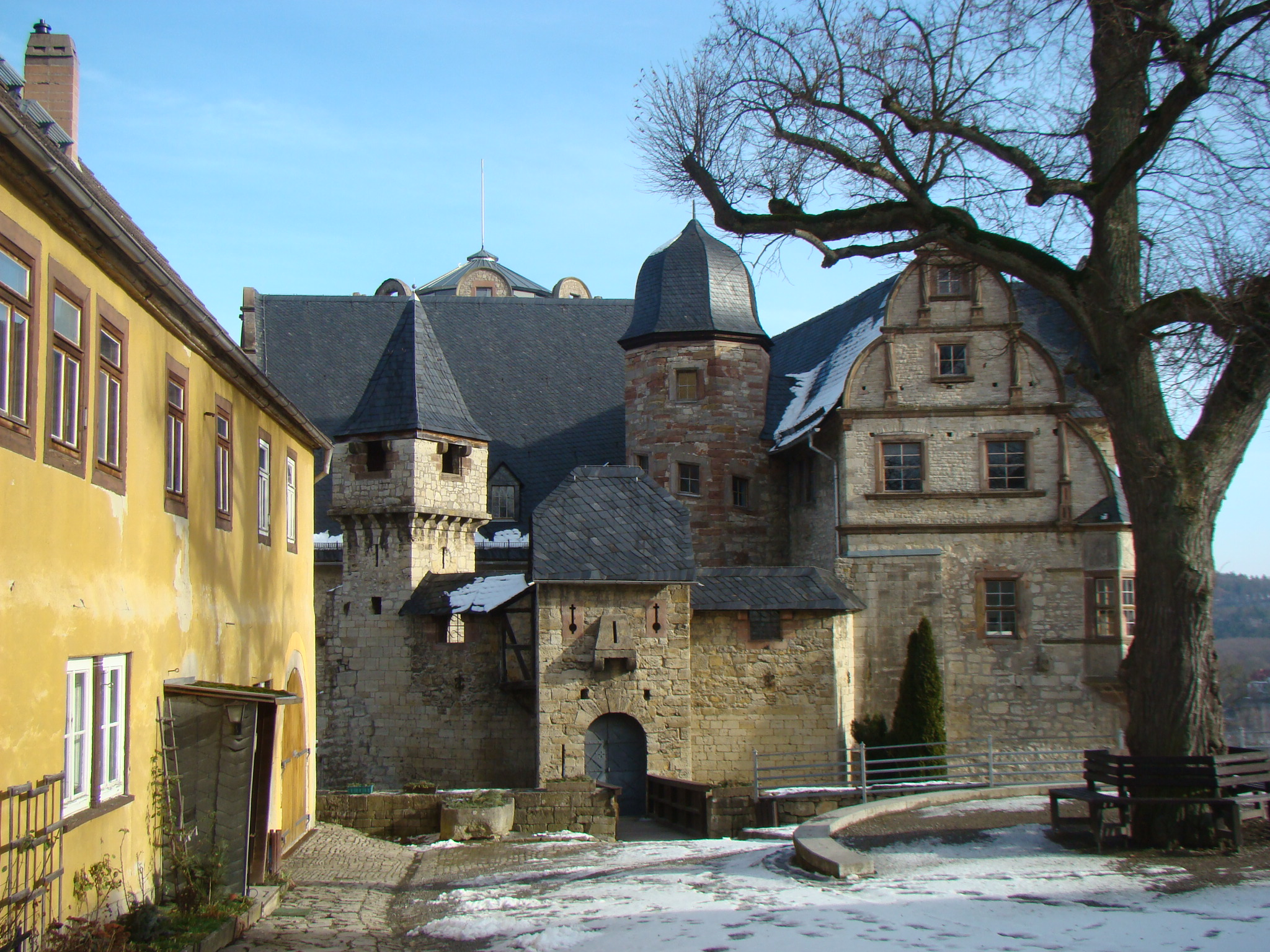
Blick durch die Vorburg zum Oberschloss

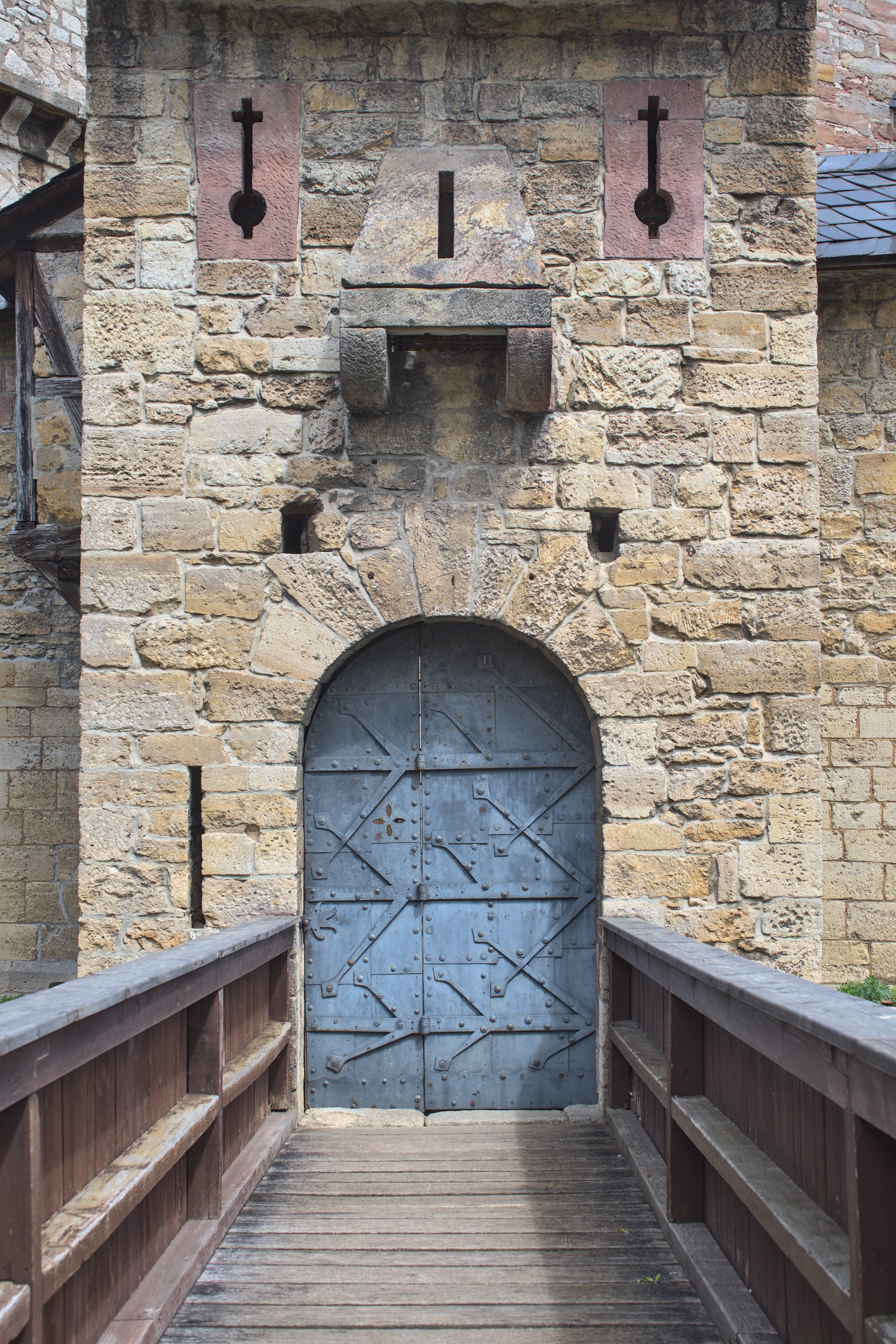
Torhaus (Haupteingang)

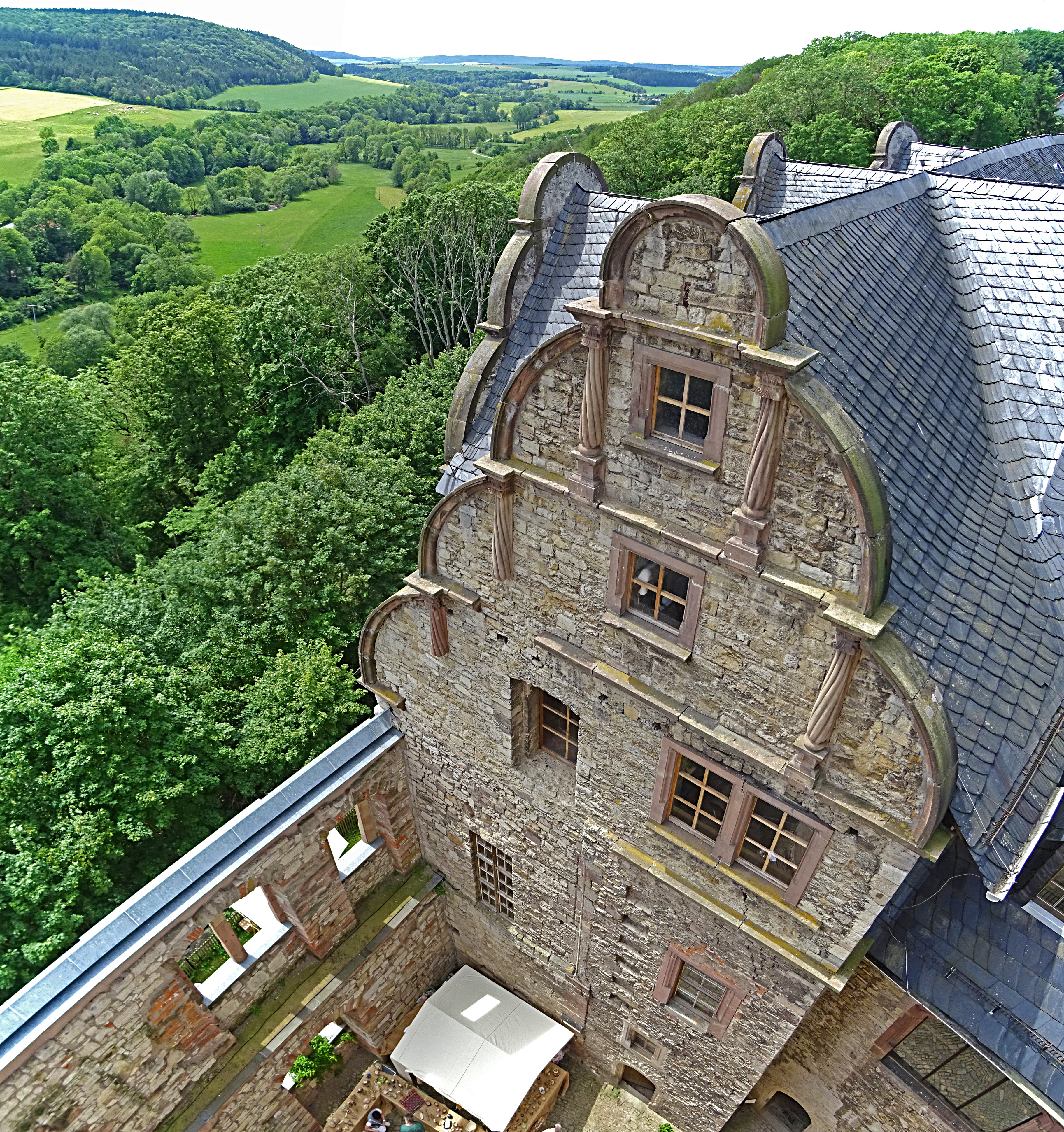
Blick vom Dicken Turm nach Südwesten ins Ilmtal

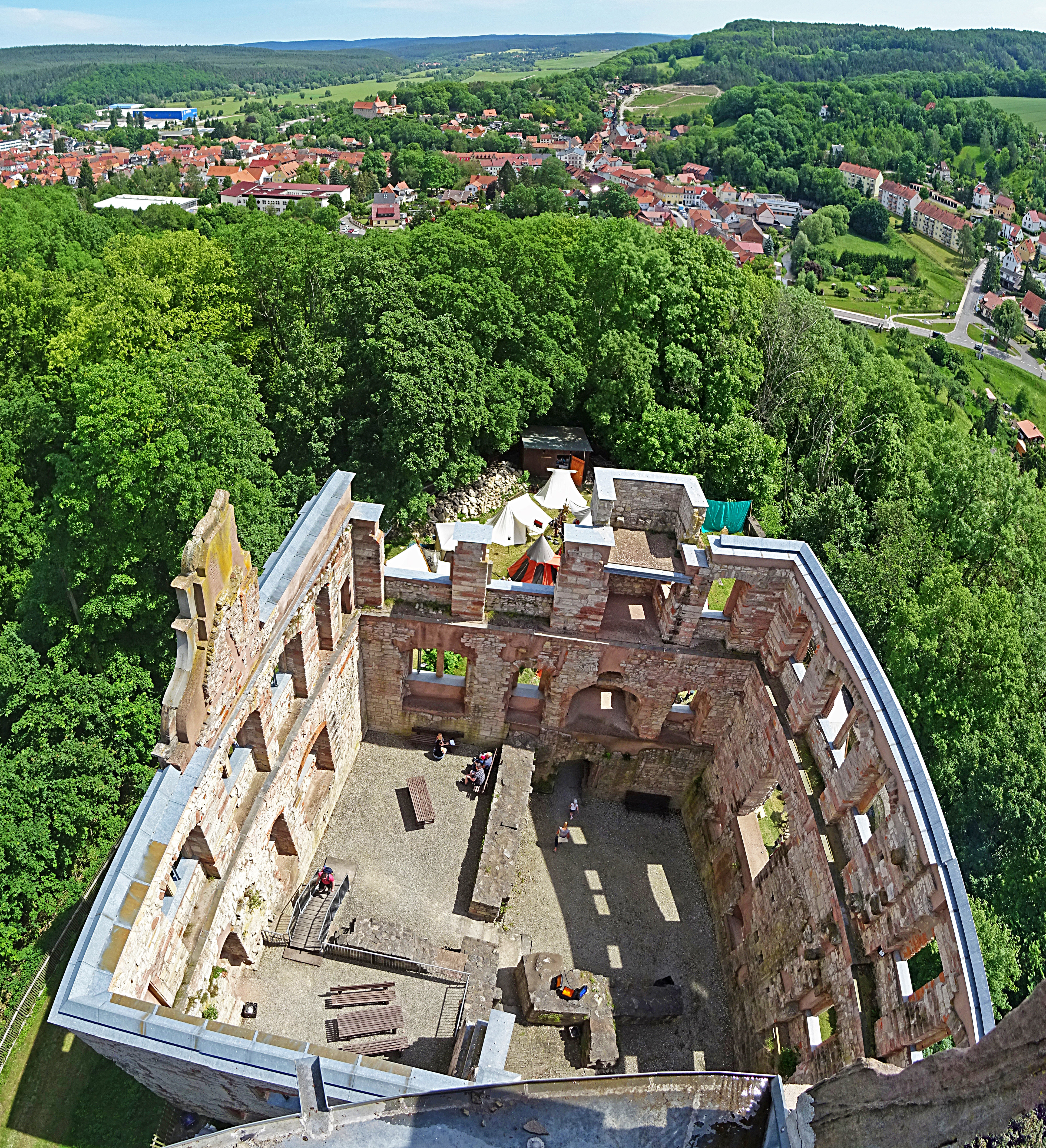
Blick vom Dicken Turm nach Osten

Die Schlossanlage ging aus einer mittelalterlichen Burg zur Absicherung der Handelswege durch das Ilmtal hervor. Heute spiegelt sie immer noch die Aufteilung in Vorburg und Kernburg wider. Umgeben von einer noch teilweise erhaltenen Ringmauer, besitzt sie noch den Palas und die Ruine des Bergfried. Ihr Wohnbau ist romanischen Ursprungs und wurde im 16. Jahrhundert verändert.
Der 27 m hohe Bergfried, auch der „Dicke Turm“ genannt, ist seit 2002 als Aussichtsturm begehbar. Eine Glaskuppel sorgt für eine Panoramaaussicht über das Mittlere Ilmtal und der weiteren Umgebung. Ein Museum im Palas zeigt die Geschichte des Oberschlosses, insbesondere die Zeit nach dem Brand von 1934.

## Geschichte

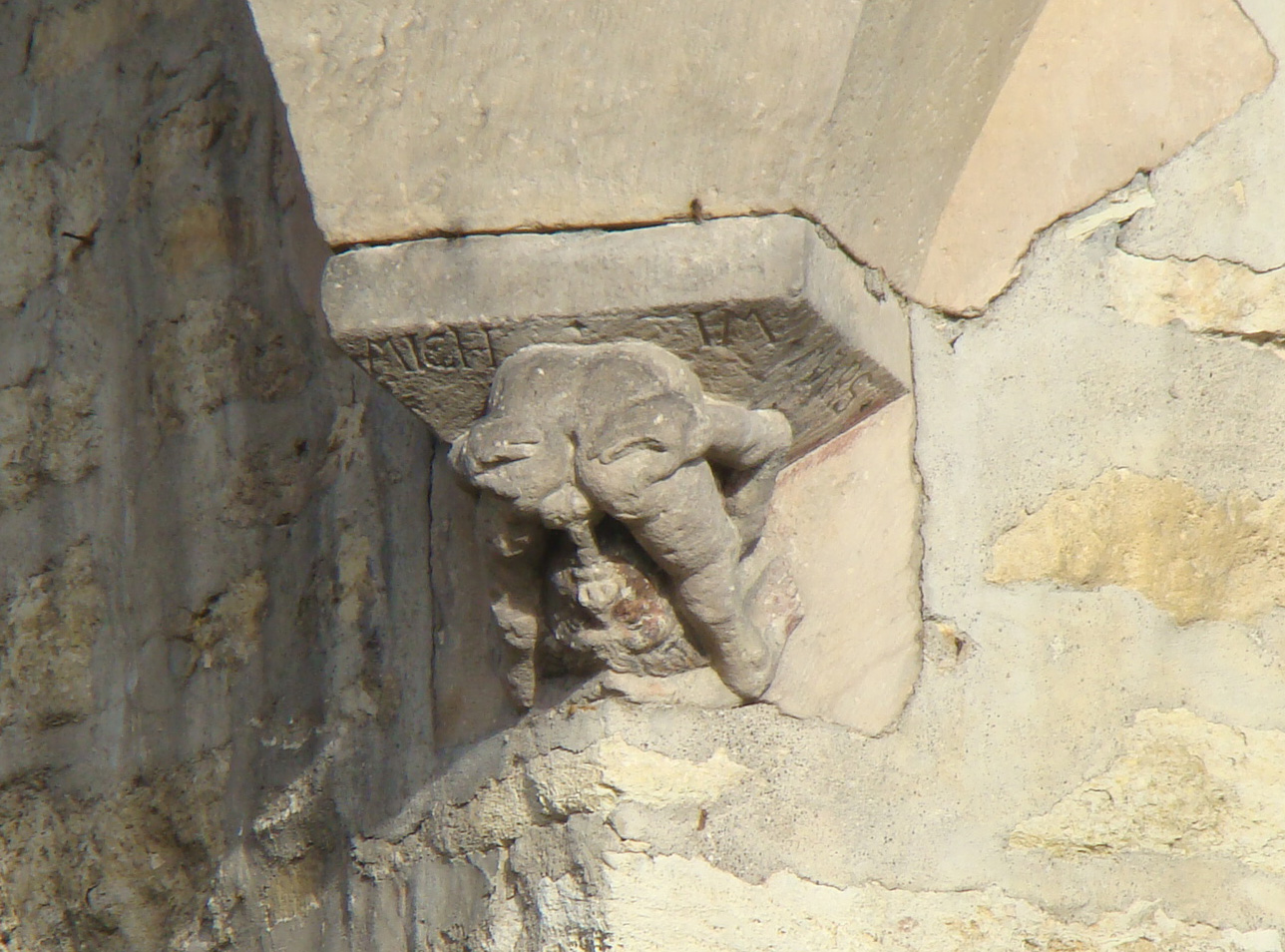
„Leckarsch“ an der Erkerkonsole

Eine Burganlage der Herren von Kranichfeld wird erstmals im 12. Jahrhundert erwähnt. Das Geschlecht erlosch um 1380 im Mannesstamm. Ihr Erbe fiel an die Burggrafen von Kirchberg. Mitte des 15. Jahrhunderts erfolgte der Verkauf von Schloss und Herrschaft Ober-Kranichfeld an das Haus Reuß, in das eine Tochter aus dem Hause Kirchberg geheiratet hatte. Die Unterherrschaft (Nieder-Kranichfeld) hingegen kam an die Grafen von Gleichen. Ab 1530 begann unter den Herren Reuß jüngerer Linie der Umbau zum Renaissanceschloss. Von 1615 bis 1920 kam die Ortsherrschaft an verschiedene thüringische Fürstentümer, zuletzt seit 1826 an das Herzogtum Sachsen-Meiningen.
Die im Wesentlichen noch heute bestehende Renaissance-Anlage wird von der Stiftung Thüringer Schlösser und Gärten als ein wehrhaftes Schloss, ein sogenanntes „Burgschloss“ charakterisiert.
Im 17. Jh. sollte die Schlossanlage festungsartig mit Bastionen ausgebaut werden, was aber nicht umgesetzt wurde.
In den folgenden Jahrhunderten kam es zu mehrmaligen Eigentümerwechseln. 1898 kaufte Graf Bopp von Oberstadt das Schloss und ließ umfangreiche Restaurierungsarbeiten durchführen. 1906 entstanden die historistischen Neubauten des Torhauses und des Turmes neben dem Torhaus (mit Verbindungsmauer) – am Eingang der Kernburg des Oberschlosses – nach Entwürfen von Bodo Ebhardt. 1934 ist es wahrscheinlich durch Brandstiftung ausgebrannt. Der letzte Besitzer schenkte es dem Reichsführer der SS, Heinrich Himmler. Dieser wollte es zu einer Kultstätte ausbauen. KZ-Häftlinge eines Außenkommandos des KZ Buchenwald bauten Teile des Oberschlosses unter unmenschlichen Bedingungen wieder auf.
1945 begann ein langsamer Verfall der Anlage, der 1970 sogar der Abbruch drohte. Eine Interessengemeinschaft begann 1981 mit Stabilisierungs- und Sanierungsarbeiten. 1994 übernahm dann die Stiftung Thüringer Schlösser und Gärten das Oberschloss und setzte die Sanierungsarbeiten fort.
Das Oberschloss wurde unter anderen für Außenaufnahmen für die TV-Märchenverfilmung Der Teufel mit den drei goldenen Haaren genutzt.